# Genserico Fontana

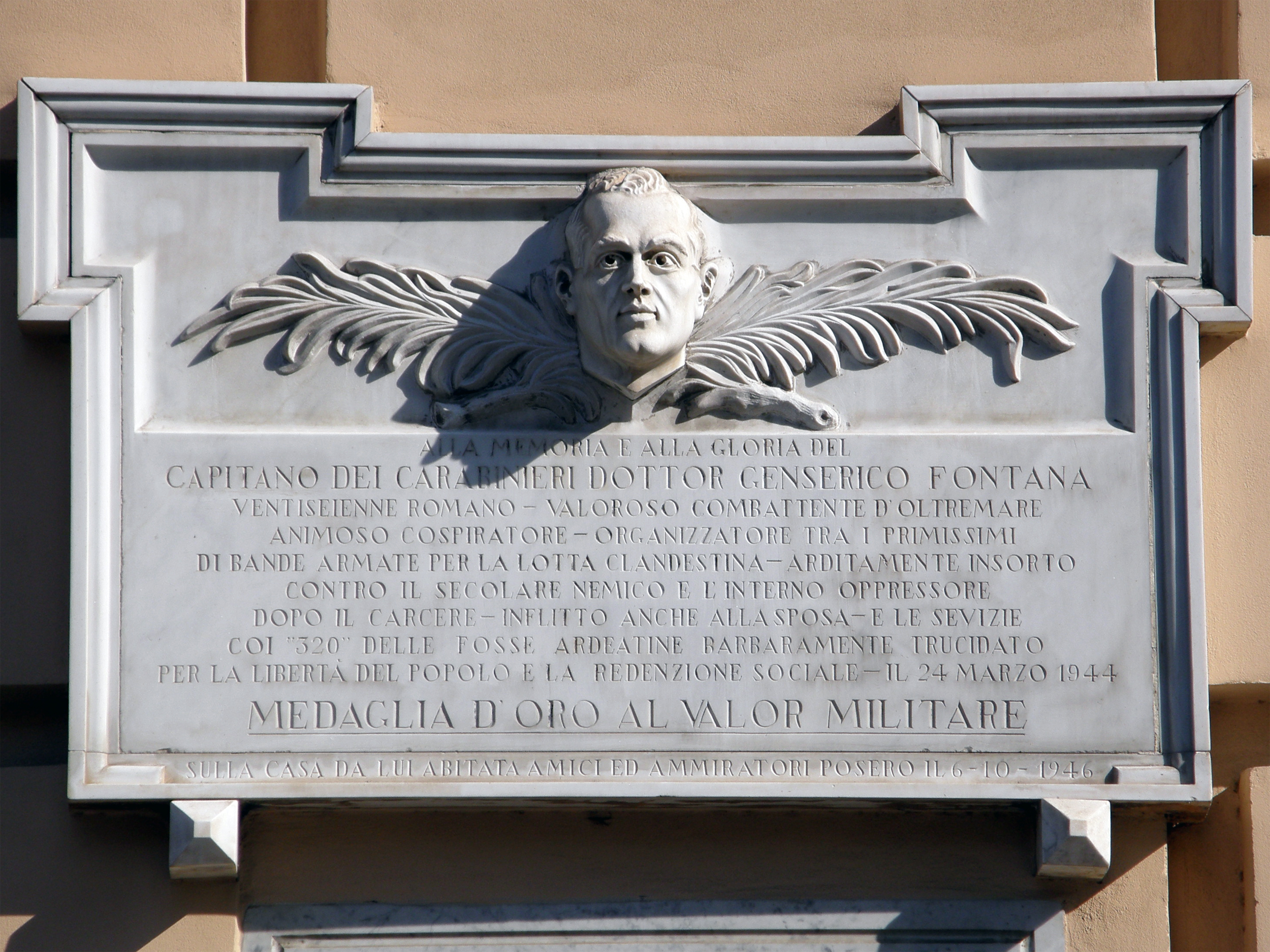
Targa in memoria di Genserico Fontana, posta sulla casa in cui abitava in Via Nomentana 84.

Genserico Fontana (Roma, 26 gennaio 1918 – Roma, 24 marzo 1944) fu un ufficiale dei carabinieri. Organizzatore di uno dei gruppi clandestini dei carabinieri durante la Resistenza, fu fucilato alle Fosse Ardeatine. Postumo, fu insignito della medaglia d'oro al valor militare alla memoria e promosso al grado superiore (capitano).

## Biografia

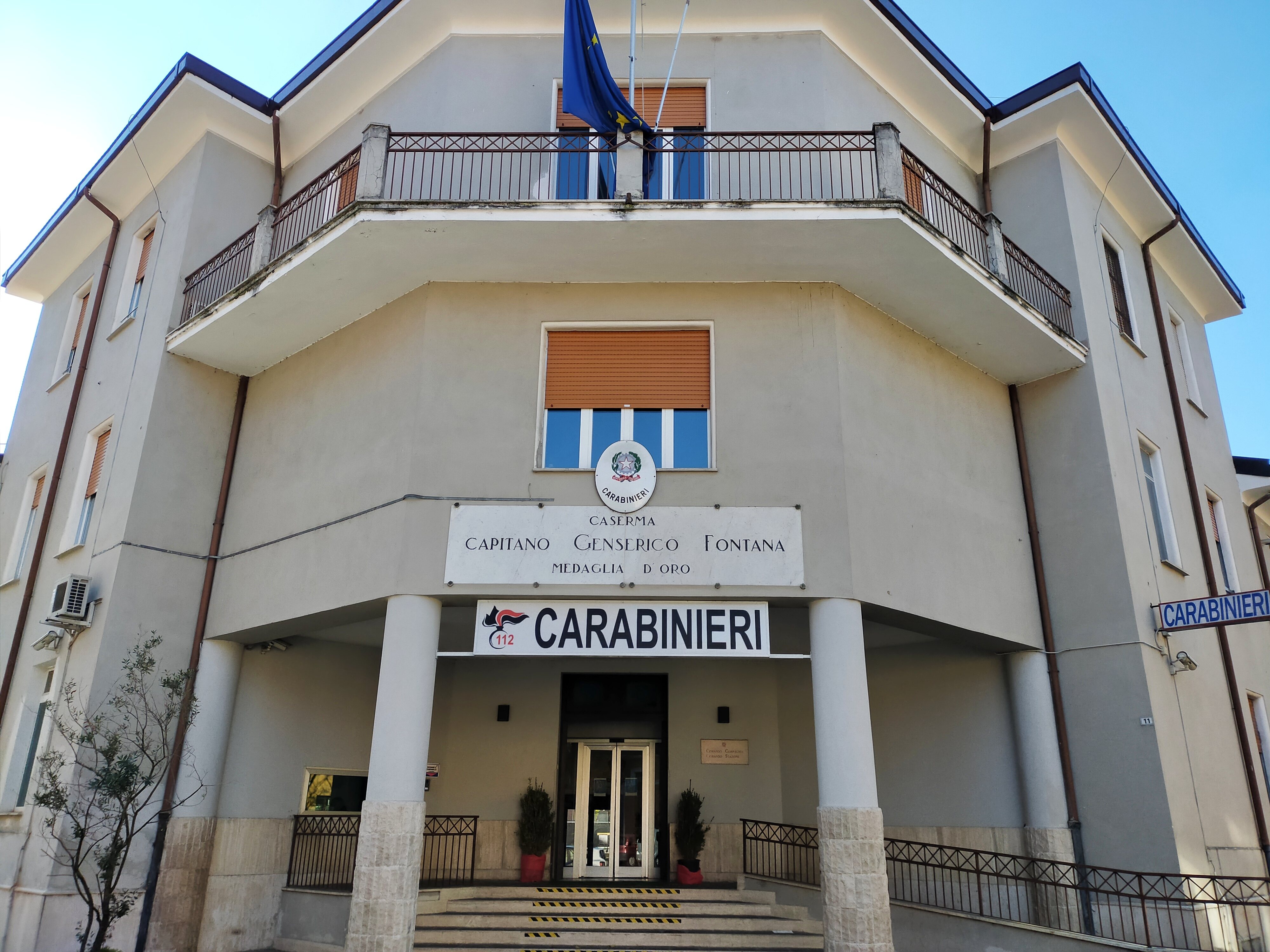
Caserma dei Carabinieri "Capitano Generico Fontana", collocata nell'omonima strada ad Avezzano in Abruzzo.

Figlio di un ragioniere libero professionista e giornalista abruzzese, Luigi Fontana e di Carolina Ginganino, dopo aver frequentato come studente la facoltà di Giurisprudenza, fu arruolato nel 1938 presso il 52º Reggimento Fanteria "Alpi" dove frequentò il Corso Allievi Ufficiali prima di essere assegnato al 3º Reggimento Granatieri di Sardegna. Dopo aver partecipato alla Campagna di Grecia con il grado di Sottotenente di complemento e conseguendo una Croce di guerra al valore Militare per aver resistito contro l'avversario, alla guida dei suoi uomini, per 48 ore su un importante fronte.
Promosso Tenente nel 1942 e conseguita la laurea in Legge transitò nell'Arma dei Carabinieri dove venne assegnato dapprima presso il XXVI Battaglione, in seguito presso la Legione Lazio, assumendo il comando della Compagnia di L'Aquila nel cui territorio a fine agosto del 1943 sarebbe arrivato Mussolini, prigioniero prima ad Assergi (AQ) e poi sull'altopiano di Campo Imperatore. Allertato della volontà dei tedeschi di catturarlo si dette alla macchia costituendo in clandestinità il "Nucleo Fontana", in seguito confluito nel Fronte dei Carabinieri Reali.
Dopo essere scampato nuovamente ad un tentativo di cattura venne arrestato insieme al Tenente Rodriguez Pereira e al Brigadiere Manca dalle SS e tradotto prima presso le prigioni di via Tasso e poi presso Regina Coeli con l'accusa di spionaggio a favore degli Alleati e di organizzatore "badogliano" di bande armate. Qui, sopportando atroci sevizie si distinse per fierezza, compostezza e sprezzo del pericolo, non rivelò alcun nome di altri componenti dei reparti clandestini.
Gli ultimi momenti della sua vita lo vedono ancora una volta composto dinanzi alla morte ormai imminente. Prima di essere condotto per la fucilazione presso le Fosse Ardeatine rivolgeva un ultimo saluto all'amata moglie. Un testimone infatti ha riferito che la consorte, anch'essa detenuta nel carcere di Regina Coeli, era presente quando fu portato via e capì che cosa stava accadendo. A lui sono intitolate la Compagnia Carabinieri di Avezzano, situata nell'omonima strada, e una via nel quartiere romano della Balduina, tra via Anneo Lucano e via Bignami.